# JAM Project
A JAM Project (A JAM a Japanese Animationsong Makers rövidítése) japán pop-rock együttes, melyet Mizuki Icsiró alapított 2000. július 19-én. A '90-es évek folyamán a japán könnyűzene sokat változott, a nyugati hatásoknak köszönhetően, így az anison zene egyre inkább háttérbe szorult. Mizuki Icsiró célja az volt, hogy egy olyan énekegyüttest alapítson, ahol nem a külsőségek számítanak, hanem az énektudás, ezért olyan veterán anison énekeseket kért fel, akik már komoly teljesítményt mutathatnak fel.

## Tagok
- Kagejama Hironobu (影山ヒロノブ) (Alapító tag)
- Endoh Maszaaki (遠藤正明) (Alapító tag)
- Kitadani Hirosi (きただにひろし) (2002 júniusában csatlakozott
- Okui Maszami (奥井雅美) (2003 márciusában csatlakozott
- Fukujama Josiki (福山芳樹) (2003 márciusában csatlakozott

### Kilépett tagok
- Mizuki Icsiró (水木一郎) (Alapító tag, 2002 augusztusában lépett ki, azóta a háttérben segíti az együttest.
- Szakamoto Eizo (さかもとえいぞう) (Alapító tag, 2003 márciusában lépett ki.
- Macumoto Rika (松本梨香) (Alapító tag, 2008. április 7-én jelentette be kilépését, mert nem tudta a szóló munkásságával összeegyeztetni az együttessel való munkálatokat.

### Támogató tag
- Ricardo Cruz (2005-ben csatlakozott a brazil származású énekes, több anime betétdalát énekelte fel portugál nyelven, az együttes figyelt fel rá.

## Történet
A csapat számos anime, videójáték, és tokuszacu sorozat betétdalát énekelte fel. A kezdeti karrier kissé nehézkes volt, az 5. kislemez, a Hagane no Messiah volt az első, mely feljutott az Oricon 100-as listájára. Az első igazi sikerük a SKILL kislemez, mely már a 30-as listába is bekerült, mai napig az egyik legismertebb és legnépszerűbb daluk. Ez megalapozta a hírnevüket, és ezen túl szinte az összes kislemezük helyet kapott a 100-as listában, és nagyjából ekkorra alakult ki az együttes azon hatos formációja, mely 2008-ig élt.
Az internetnek köszönhetően a JAM Project hamar ismert lett Japánon kívül, elsősorban Dél-Amerikában alakult ki nagy rajongóbázis, ezért 2004-től minden évben koncerteznek a kontinens több országában. Még ebben az évben fedezték fel Ricardo Cruzt, aki hasonló animéknek énekelte a portugál nyelvű betétdalait, így az együttes bevette őt háttértagnak. Először a Neppuu Shippuu Cybuster dalban volt hallható, azóta többször is énekelt, koncerteken is szerepelt, sőt néhány kislemez borítóján is látható.
A 2008-as év nehéz volt az együttesnek, ugyanis ebben az év elején világ körüli turnéjukra készültek, amikor Macumoto Rika váratlanul bejelentette visszavonulását. Nyáron Okui Maszami is ki akart lépni, mert a sok munka miatt beteg lett, de Kagejama Hironobu lebeszélte róla. A problémák után összeállt az együttes végleges formációja, és a mai napig aktívak.

## Diszkográfia

### Albumok

#### BEST COLLECTION albumok
- [2002. március 6.] BEST Project ~JAM Project BEST COLLECTION~
- [2003. szeptember 3.] FREEDOM ~JAM Project BEST COLLECTION II~
- [2004. szeptember 23.] JAM-ISM ~JAM Project BEST COLLECTION III~
- [2006. április 5.] Olympia ~JAM Project BEST COLLECTION IV~
- [2007. július 4.] Big Bang ~JAM Project BEST COLLECTION V~
- [2008. augusztus 6.] Get over the Border ~JAM Project BEST COLLECTION VI~
- [2009. november 25.] SEVENTH EXPLOSION ~JAM Project BEST COLLECTION VII~
- [2011. május 11.] GOING ~JAM Project BEST COLLECTION VIII~
- [2012. november 14.] THE MONSTERS ~JAM Project BEST COLLECTION IX~

#### Stúdió albumok
- [2002. március 21.] JAM FIRST PROCESS
- [2010. június 9.] MAXIMIZER ~Decade of Evolution~

#### Egyéb albumok
- [2006. március 8.] Emblem (エンブレム) (mini-album)
- [2008. október 2.] JAM Project WORLD FLIGHT SELECTION
- [2008. december 25.] Super Robot Taisen JAM Project Sudaika Suu (スーパーロボット大戦 JAM Project主題歌集) (Válogatásalbum)
- [2010. december 22.] JAM Project 10th Anniversary Complete BOX (JAM Project 10周年記念BOX)
- [2011. április 6.] Victoria Cross (Szimfonikus album)
- [2012. december 26.] Super Robot Wars All Opening Complete Best Album

### Kislemezek
- [2000. július 26.] Kaze ni Nare (疾風になれ)
- [2000. november 22.] Danger Zone
- [2000. december 21.] STORM
- [2001. április 21.] SOULTAKER
- [2001. április 25.] Hagane no Messiah (鋼の救世主)
- [2001. szeptember 29.] FIRE WARS / TORNADO
- [2001. október 30.] CRUSH GEAR FIGHT!!
- [2001. október 30.] Ovet the Top!
- [2001. november 29.] LADY FIGHTER!
- [2002. április 3.] Kaze no EAGLE (風のEAGLE)
- [2002. április 24.] GO! / Departure
- [2002. július 24.] GET UP CRUSH FIGHTER!
- [2002. október 23.] Nageki no Rozario (嘆きのロザリオ)
- [2003. február 26.] Go! Go! Rescue (Go! Go! レスキュー)
- [2003. április 23.] SKILL
- [2003. április 23.] Little Wing
- [2003. augusztus 6.] The Gate of the Hell
- [2003. szeptember 26.] Destination
- [2004. január 21.] Kurenai no Kiba (紅ノ牙)
- [2004. április 21.] VICTORY
- [2004. április 21.] DRAGON
- [2004. május 26.] VOYAGER
- [2004. november 26.] Genkai Battle (限界バトル)
- [2005. május 25.] Muv-Luv Alternative Insertion Song Collection (マブラヴ オルタネイティヴInsertion song Collection)
- [2005. június 22.] Meikyuu no Prisoner (迷宮のプリズナー)
- [2005. augusztus 3.] GONG[1]
- [2006. január 25.] Garo ~SAVIOR IN THE DARK~ (牙狼～SAVIOR IN THE DARK～)
- [2006. november 1.] BREAK OUT
- [2007. február 21.] RISING FORCE
- [2007. április 25.] STORMBRINGER
- [2007. április 25.] Divine love
- [2007. július 1.] DRAGON STORM 2007
- [2007. augusztus 8.] Rocks
- [2008. január 23.] No Border
- [2008. szeptember 26.] Crest of "Z's"
- [2008. október 22.] Hello Darwin! ~Kókisin on Demand~ (ハローダーウィン!～好奇心オンデマンド～)
- [2009. március 4.] SPACE ROLLER COASTER GO GO!
- [2009. május 27.] Rescue Fire (レスキューファイアー)
- [2009. augusztus 5.] Sugosin-The guardian (守護神-The Guardian)
- [2009. október 7.] Battle no Limit!
- [2009. október 28.] Bóken Ó ~Across the legendary kingdom~ (冒険王 ～Across the Legendary kingdom～)
- [2009. november 11.] Bakucsin Kanrjó! Rescue Fire (爆鎮完了! レスキューファイヤー)
- [2010. április 21.] TRANSFORMERS EVO.
- [2010. október 27.] MAXON
- [2011. február 23.] Vanguard
- [2011. április 27.] NOAH
- [2011. október 5.] Believe in my existence[2]
- [2012. január 25.] Waga Na wa Garo (我が名は牙狼)
- [2012. április 26.] LIMIT BREAK
- [2012. május 23.] Hagane no resistance (鋼のレジスタンス)
- [2012. december 5.] Wings of the Legend
- [2013. január 30.] Jume Sketch (夢スケッチ)

### Koncert DVD-k
- [2004. január 1.] JAM Project LIVE Sinkan. Return to the Chaos (JAM Project LIVE 震撼. Return to the Chaos)
- [2005. február 23.] JAM Project 4th Live VICTORY
- [2006. április 5.] KING GONG
- [2007. július 4.] JAM Project JAPAN CIRCUIT 2007 Break Out
- [2008. augusztus 6.] JAM Project JAPAN FLIGHT 2008 No Border
- [2009. szeptember 25.] JAM Project Hurricane Tour 2009 "The Gate of the Future"
- [2011. január 26.] JAM Project LIVE 2010 MAXIMIZER ~Decade of Evolution~
- [2012. július 18.] JAM Project LIVE 2011-2012 GO! GO! GOING!!